# Girolamo Pongelli

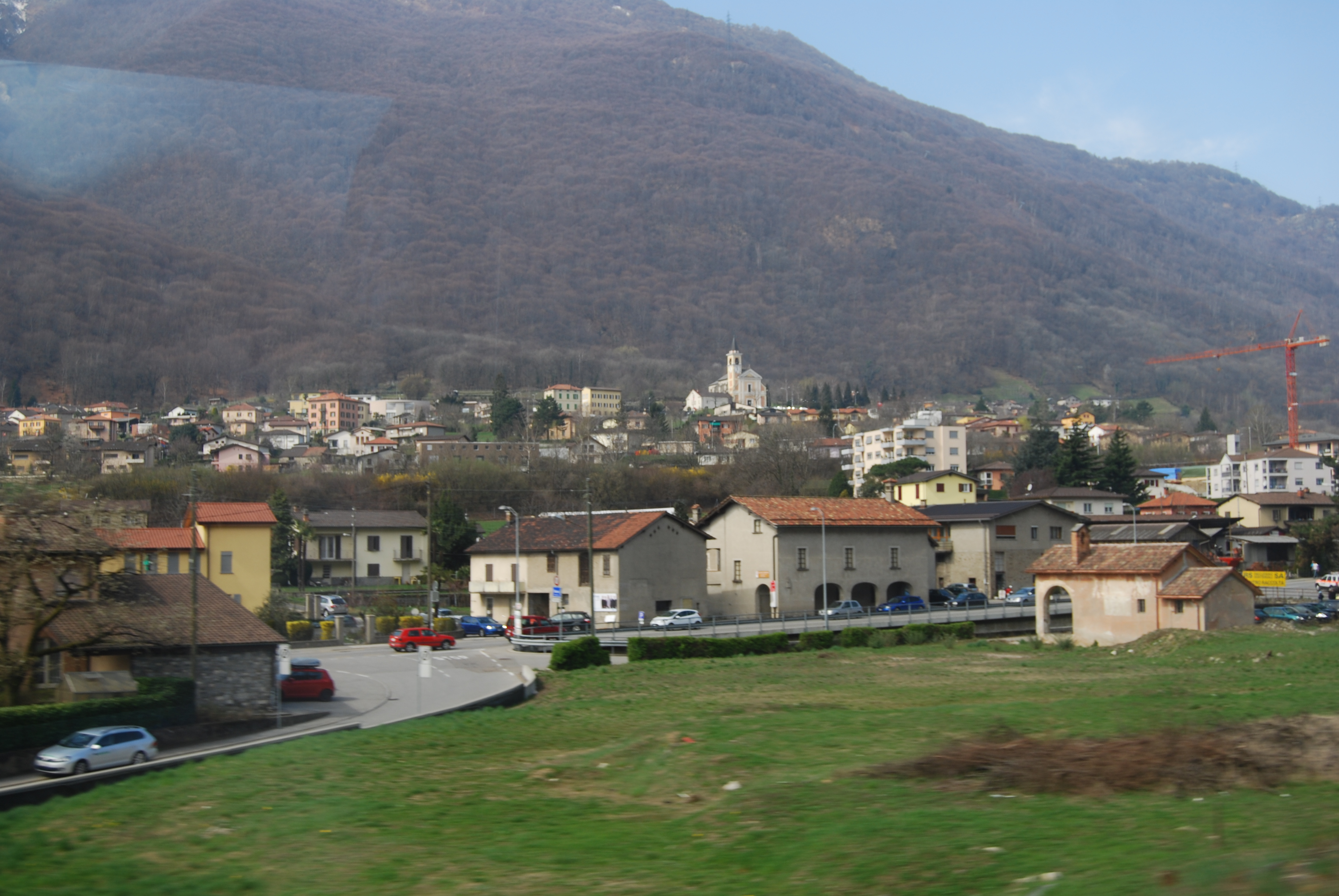
Rivera, Gemeinde Monteceneri, Kanton Tessin, Schweiz

Girolamo Pongelli CRS (* 1755 in Rivera; † nach 1789) war ein Schweizer Somasker und Übersetzer.

## Leben
Girolamo Pongelli war der Sohn von Giovanni Battista Pongelli und dessen Ehefrau Maria Giovanna De Filippi. Er gehörte der Ordensgemeinschaft der Somasker an und hielt sich vermutlich sehr lange in Neapel auf; dort wurden auch die meisten seiner Werke gedruckt.
Er veröffentlichte das Kurzepos I coralli. Weiterhin schrieb er das dem Comer See gewidmete Kurzepos Larius. Diese Schrift blieb unveröffentlicht. Vorher veröffentlichte er die Lobgesänge Ode per la restituita salute di S. E. Antonio Di Gennaro duca di Belforte, e di Cantalupo und später Le nozze pastorali di Madian.
Er übersetzte 1780 das Werk Aucupium von Pietro degli Angeli (1517–1596), genannt Bargeo, als L’uccellagione aus dem Latein ins Italienische und ab 1789 in zwölf Bänden die Schrift Betrachtungen über die Werke Gottes im Reiche der Natur und der Vorsehung des deutschen Pastors und Theologen Christoph Christian Sturm als Considerazioni sopra le opere di Dio nel regno della natura e della provvidenzia ins Italienische.

## Schriften (Auswahl)
- Ode per la restituita salute di S. E. Antonio Di Gennaro duca di Belforte, e di Cantalupo. 1779.
- I coralli poemetto di Girolamo Pongelli. Neapel 1780, Textarchiv – Internet Archive.
- (Übers.): L’uccellagione di Pietro Angelio Bargeo volgarizzata. 1780.
- Le nozze pastorali di Madian. 1782.
- (Übers.): Considerazioni sopra le opere di Dio nel regno della natura e della provvidenzia. 1789.